# Reshma Nilofer Naha
Reshma Nilofer Naha, née le 4 février 1989 à Chennai,  est une pilote de navire indienne qui s'occupe actuellement de diriger des navires depuis la mer jusqu'au ports de Calcutta et Haldia. Elle est devenue la première Indienne ainsi que l'une des très rares femmes pilotes maritimes au monde après s'être qualifiée comme pilote fluvial, en 2018. Elle reçoit, en mars 2019, la plus haute récompense pour les femmes en Inde, le prix Nari Shakti Puraskar (en français : Prix du pouvoir des femmes), des mains du président indien, Ram Nath Kovind.

### Note
- (en) Cet article est partiellement ou en totalité issu de l’article de Wikipédia en anglais intitulé « Reshma Nilofer Naha » (voir la liste des auteurs).